# La Vie facile (film, 1949)
Pour les articles homonymes, voir La Vie facile (film, 1937).
Pour plus de détails, voir Fiche technique et Distribution.
La Vie facile (Easy Living) est un film américain de Jacques Tourneur, sorti en 1949.

## Synopsis
La fin de carrière approche pour Pete Wilson, un quarterback star des New York Chiefs, à la suite de problèmes cardiaques. Cela ne facilite pas les rapports avec sa femme Liza, qui n'aime pas les perdants.

## Fiche technique
- Titre original : Easy Living
- Titre français : La Vie facile
- Réalisation : Jacques Tourneur
- Scénario : Charles Schnee d'après la nouvelle d'Irwin Shaw (Education of the Heart)
- Direction artistique : Albert S. D'Agostino, Alfred Herman
- Décors : Darrell Silvera, Harley Miller
- Costumes : Edward Stevenson
- Photographie : Harry J. Wild
- Son : Earl Wolcott, Clem Portman
- Montage : Frederic Knudtson
- Musique : Roy Webb
- Production : Robert Sparks
- Société de production : RKO Radio Pictures
- Société de distribution : RKO Radio Pictures
- Pays de production :  États-Unis
- Langue originale : anglais
- Format : noir et blanc — 35 mm — 1,37:1 — son Mono (RCA Sound System)
- Genre : drame
- Durée : 77 minutes
- Date de sortie :
  - États-Unis : 8 octobre 1949

## Distribution
- Victor Mature : Pete Wilson
- Lucille Ball : Anne, la secrétaire de Lenahan
- Lizabeth Scott : Liza Wilson
- Sonny Tufts : Tim "Pappy" McCarr
- Lloyd Nolan : Lenahan
- Paul Stewart : Dan Argus
- Jack Paar : Scoop Spooner
- Jeff Donnell : Penny McCarr
- Art Baker : Howard Vollmer
- Gordon Jones : Bill "Holly" Holloran
- Don Beddoe : Jaegar
- Richard Erdman : Buddy Morgan
- William Phillips : Ozzie
- Charles Lang : Whitey
- Kenny Washington : Benny
- Julia Dean : Mme Belly Ryan
- Everett Glass : Virgil Ryan
- Jim Backus : Dr Franklin
- Robert Ellis : un gamin
- Michael St. Angel : Gilbert Vollmer
- Alex Sharp : Don
- Russell Thorson : Hunk Edwards
- June Bright : Billy Duane
- Edward Kotal : Curly
- Audrey Young : chanteuse

## Chanson du film
- "Easy Living", musique de Ralph Rainger, paroles de Leo Robin

## Autour du film
- C'est l'équipe des Los Angeles Rams qui joue dans le film.